# Starting Strong
Starting Strong ist eine Folge von Studien der OECD, die den Stand der frühkindlichen Bildung in den OECD-Mitgliedsstaaten darstellen. Die erste Studie erschien 2001. Ähnlich wie die PISA-Studien geben diese Studien einen international vergleichenden Überblick, im Gegensatz zu PISA basieren sie jedoch nicht auf einem Leistungstest der Kinder bzw. Schülerinnen und Schüler. Einen Leistungstest von 5-jährigen Kindern in Kindertageseinrichtungen plant die OECD derzeit mit der IELS (International Early Learning and Well-being Study).

## Überblick über die Einzelstudien

### Starting Strong (2001)
An der ersten Starting Strong-Studie nahmen insgesamt 12 OECD-Länder teil: Australien, Belgien (Flämische und französische Gemeinschaft), Tschechische Republik, Finnland, Italien, Niederlande, Norwegen, Portugal, Schweden, Vereinigtes Königreich, USA. Alle Länder haben zunächst an einer schriftlichen Befragung teilgenommen, anschließend fanden in allen Ländern Visitationen statt, die zusammen mit den Befragungsergebnissen in einer "Country Note" zusammengefasst wurden. Auf dieser Grundlage entstand als Hauptergebnis ein vergleichender Bericht; dabei soll es nicht darum gehen, bessere oder schlechter Praktiken frühkindlicher Bildung zu identifizieren oder ein Ranking zu erarbeiten, sondern die die Charakteristika von Gemeinsamkeiten und Unterschiedene genauer zu erfassen. Im Ergebnis werden sechs Schlüsselelemente erfolgreicher Politik für frühkindliche Bildung herausgearbeitet:
- Ein systemischer und integrierter Ansatz der Politik und der Implementation.
- Eine starke und gleichwertige Partnerschaft mit den Institutionen des Bildungssystems.
- Ein universeller Zugang zu Einrichtungen der frühkindlichen Bildung mit besonderem Augenmerk auf Kinder, die besondere Unterstützung benötigen.
- Substanzielle öffentliche Investitionen in Einrichtungen und Infrastruktur.
- Ein teilhaberorientierter Ansatz der Qualitätsentwicklung und -verbesserung.
- Angemessene Ausbildung und Arbeitsbedingungen für Fachkräfte in allen Einrichtungsformen.

### Starting Strong II (2004)
Nur insgesamt acht Länder beteiligten sich an dieser Studie. Als Empfehlungen für Deutschland nennt der Bericht:
- Umfassende Definition des Feldes.
- Entwicklung einer langfristigen Entwicklungsstrategie.
- Ausbau der Rolle der Bundesregierung.
- Stärkung der Zusammenarbeit verschiedener Politikebenen und -bereiche.
- Qualitätsentwicklung durch Fort- und Weiterbildung, Fachberatung und andere erprobte Qualitätsmaßnahmen.
- Steigerung des Anteils öffentlicher Finanzierung.
- Verbesserung der Beteiligung und Resultate für Kinder mit zusätzlichem Förderbedarf.
- Aufwertung der Arbeitskräfte.
- Verbesserung des Verhältnisses zwischen FBBE und Schule bei gleichzeitiger Beachtung der Unabhängigkeit beider Bereiche.
- Schaffen einer konsequent lernbezogenen Umgebung in den Kindertageseinrichtungen.
- Ausbau der Forschung zu FBBE.
- Ausbau des Bereichs der FBBE in Politik und Verwaltung.
- Anregung des Austauschs mit anderen Ländern.

### Starting Strong III (2013)
Teilnehmende der dritten Starting Strong-Studie sind insgesamt 31 Länder (Australien, Belgien, Chile, Dänemark, Deutschland, Estland, Finnland, Frankreich, Irland, Israel, Italien, Japan, Korea, Luxemburg, Mexiko, Neuseeland, Niederlande, Norwegen, Österreich, Polen, Portugal, Schweden, Singapur, Slowakische Republik, Slowenien, Spanien, Tschechische Republik, Türkei, Ungarn, Vereinigtes Königreich, USA). Auch hier lag zunächst eine Befragung zugrunde. Die Studie ist jedoch stärker anwendungsorientiert und arbeitet mit zahlreichen Beispielen im Sinne eines Best-Practice-Ansatzes, der konkrete Ratschläge für die Politikgestaltung geben möchte. Der Schwerpunkt der dritten Starting Strong-Studie liegt auf der Qualitätsentwicklung und -sicherung; dies wird bereits im Untertitel deutlich: "Eine Qualitätssicherung-Toolbox für die frühkindliche Bildung, Betreuung und Erziehung". Die zahlreichen potentiellen positiven Wirkungen, so die Kernaussage der Studie, kann die Frühkindliche Bildung, Betreuung und Erziehung (FBBE) nur erreichen, wenn eine umfassend hohe Qualität erreicht wird. Vor diesem Hintergrund identifiziert die Studie fünf Politikstrategien, die eine solche Qualitätsentwicklung befördern können:
- "Qualitätsziele und gesetzliche Regelungen festlegen"
- "Curricula und Standards konzipieren und umsetzen"
- "Qualifikationen, Fortbildung und Arbeitsbedingungen verbessern"
- "Familie und Sozialräume einbeziehen"
- "Datenerhebung, Forschung und Monitoring fördern"

Als Herausforderungen für die Forschung benennt die Studie, dass mehr Informationen über die Auswirkungen von FBBE und Kosten- nutzen-Analysen benötigt werden, das die Forschung breiter angelegt werden müsse und dass systematischere Verbreitung der wissenschaftlichen Erkenntnisse notwendig sei.
Alle Studien der reihe beziehen sich auf Frühkindliche Bildung, Betreuung und Erziehung (FBBE), wobei dies „alle Betreuungs- und Bildungsangebote für Kinder unterhalb des schulpflichtigen Alters umfasst, unabhängig von Setting, finanzieller Ausstattung, Öffnungszeiten und Programminhalten“ (OECD 2001).

### Starting Strong IV (2015)
Insgesamt 24 Länder beteiligten sich an dieser Studie (Australien, Belgien, Chile, Deutschland, Finnland, Frankreich, Irland, Italien, Japan, Kanada. Kasachstan, Korea, Luxemburg, Mexiko, Neuseeland, Niederlande, Norwegen, Portugal, Schweden, Slowakische Republik, Slowenien, Tschechische Republik, USA, Vereinigtes Königreich). Auch diesem Bericht liegt eine schriftliche Befragung zugrunde. Der inhaltliche Schwerpunkt der Studie liegt auf „Qualitätsmonitoring Frühkindliche Bildung, Betreuung und Erziehung“ (Untertitel). Untersucht werden jeweils Angebotsqualität, Personalqualität und das „Monitoring der kindlichen Lernfortschritte“. Trotz aller Unterschiede in der Gestaltung des Monitorings in den teilnehmenden Ländern zeigen sich gemeinsame Entwicklungsrichtungen:
- Zunahme der Aktivitäten im Bereich des Qualitätsmonitorings
- Optimierung der Methoden des Qualitätsmonitorings
- Überlagerung verschiedener Bereiche des Qualitätsmonitorings (Qualität der Angebote, des Personals, des Entwicklungsstandes der Kinder)
- Orientierung an den Systemen zum Qualitätsmonitoring im Grundschulbereich
- Wachsende Transparenz der Ergebnisse des Qualitätsmonitorings durch Veröffentlichung.

Der Bericht kommt zu dem Ergebnis, dass Qualitätsmonitoring „komplex“ ist und es für jede Ebene der Qualität besondere Herausforderungen gibt.

### Starting Strong V (2017)
Für diese Studie konnte die Zahl der teilnehmenden Länder weiter auf insgesamt 30 erhöht werden (Belgien, Chile, Dänemark, Deutschland, Finnland, Griechenland, Irland, Italien, Japan, Kanada, Kasachstan, Kolumbien, Kroatien, Luxemburg, Mexiko, Neuseeland, Niederlande, Norwegen, Österreich, Polen, Portugal, Schweden, Schweiz, Slowakische Republik, Slowenien, Spanien, Tschechische Republik, Türkei, Ungarn, Vereinigtes Königreich). Zu jedem Land wurde durch das OECD-Sekretariat ein Hintergrundbericht (Country Background Report) erstellt. Außerdem wurde wiederum ein Fragebogen an alle Teilnehmerstaaten versandt.
Hauptthema von Starting Strong V sind die Übergänge zwischen Kindertageseinrichtung und Grundschule. Dabei werden zunächst die strukturellen Rahmenbedingungen („Organisation and governance“) betrachtet. Anschließend werden Kontinuitäten des Personals, der Pädagogik bzw. der Curricula sowie der Kindesentwicklung betrachtet. Zusammenfassend werden Empfehlungen für die Politik formuliert:
- Stärkere Betonung darauf, Schulen auf Kinder vorzubereiten anstatt Kinder auf die Schule vorzubereiten.
- Abbau verbreiteter Irrtümer über Transitionen um zu berücksichtige, dass Übergänge anspruchsvolle Herausforderungen für viele Kinder darstellen.
- Überwindung von strukturellen Barrieren der Zusammenarbeit und Kontinuität.
- Fördern lokaler Strategien durch klare nationale Vorgaben um den vielfältigen Lebenssituationen von Kindern vor Ort gerecht zu werden.
- Integration der Übergänge in bereits vorhandene Strukturen finanzieller Unterstützung.
- Ausbau der Finanzierung von Forschung und Monitoring der Übergänge.

Insgesamt wird angestrebt, den Übergang von der Elementarstufe des Bildungssystems zur Primarstufe möglichst sanft zu gestalten, indem Kontinuitäten in inhaltlicher wie formaler Hinsicht geschaffen werden.

### Starting Strong 2017
Diese Studie knüpft an die Starting Strong Ausgaben aus den Jahren 2001 und 2004 an, denn es steht kein spezifisches Thema im Mittelpunkt, sondern es werden erneut allgemeine Daten zu den frühkindlichen Bildungssystem der beteiligten Länder systematisiert und aufbereitet. Ziel ist es, die „OECD indicators“ zur FBBE genauer zu beleuchten. Es fließen Daten aus 27 Ländern ein (Australien, Belgien, Chile, Dänemark, Deutschland, Finnland, Frankreich, Irland, Japan, Kanada, Korea, Luxemburg, Mexiko, Neuseeland, Niederlande, Norwegen, Österreich, Polen, Portugal, Schweden, Schweiz, Slowakische Republik, Slowenien, Tschechische Republik, Türkei, Ungarn, Vereinigtes Königreich). Starting Strong 2017 stellt die Rahmenbedingungen von FBBE in den verschiedenen Ländern dar, geht dann auf die Inputs ein (Finanzierung, Fachkräftequalifikation, Arbeitsbedingungen) sowie auf die entsprechenden Outputs des Systems (Zugänglichkeit, Teilhabe, Intensität und Curricula). Schließlich wird ein Blick auf die langfristigen Wirkungen geworfen, indem die Leistungen von Kindern im Alter von 15 Jahren, Wirkungen auf benachteiligte Kinder, Effekte auf Gesundheit und Wohlbefinden sowie auf die Arbeitsmarktbeteiligung von Müttern beleuchtet werden. Trotz aller Erfolge durch den Ausbau der FBBE in den letzten Jahren kommt die Studie zu dem Schluss, dass es verschiedene Bereiche gibt, in denen noch Handlungsbedarf besteht:
- Verbesserung der öffentlichen Finanzierung.
- Steigerung der Qualifikation der Fachkräfte und Verbesserung ihrer Arbeitsbedingungen.
- Einbeziehung von Eltern und Stärkung des Bildungsorts Familie.
- Entwicklung von Richtlinien bzw. Curricula für alle Angebote der FBBE.
- Ausbau der Angebote für Kinder unter 3 Jahren.
- Verbesserung des gleichen Zugangs für alle Kinder zu FBBE mit besonderem Augenmerk auf Kinder unter 3 Jahren.
- Schließung von Wissenslücken, insbesondere hinsichtlich der Langzeiteffekte von FBBE.